# فاروق بلقايد
فاروق بلقايد لاعب كرة قدم جزائري معتزل لعب لعدة أندية جزائرية ابرزها نادي وفاق سطيف وشبيبة القبائل ومولودية الجزائر.

## روابط خارجية
- فاروق بلقايد على موقع قاعدة بيانات كرة القدم.إي يو (الإنجليزية)
- فاروق بلقايد على موقع ناشيونال فوتبول تيمز (الإنجليزية)